# Makó Pál
Kerekgedei Makó Pál (Jászapáti, 1723. július 9. – Buda, 1793. augusztus 19.) magyar matematika- és fizikaprofesszor, a budai egyetem bölcsészeti karának igazgatója, a maga korában Európában a legjobbak közé tartozó felsőbbanalízis- és algebratankönyvek szerzője.

## Életpályája

### Származása
A kerekgedei Makó család II. Ferdinándtól nyerte a nemességet 1635. november 22-én. Más források szerint Kerekgedét a bécsi béke (1606) után szerezték meg, és II. Ferdinánd csak megerősítette Makó Imre és Makó Albert nemességét. A család egyik ága, a Makó Lőrinc és Makó Boldizsár testvérpár, 1695 táján Jászapátira költözött. Makó Gergely (kb. 1698-1777) és Sike Judit (kb. 1700-1768) házasságából összesen kilenc gyermek született,  elsőként Pál, 1723. július 9-én. Testvérei közül Makó Lőrinc később jászkapitány lett.

### Tanulmányai és munkássága
Az elemi iskolát szülővárosában, a hatosztályos középiskolát a jezsuiták egri intézetében végezte el, 1741. október 21-én belépett a rendbe. A rendi képzés idejét Trencsénben (noviciátus), Győrött (a humaniórák repetenciája), Nagyszombatban (bölcsészeti tanulmányok), Grazban (teológia), majd a besztercebányai kolostorban töltötte. Az 1758/59-es tanévben a nagyszombati egyetemen a mennyiségtan oktatója, a következő tanévben logikát és metafizikát tanított. Nagyszombatból Bécsbe rendelték, hogy az ottani egyetemen ugyanezen tárgyakat tanítsa. 1763-ban kinevezték a bécsi Theresianumba a matematika és a kísérleti fizika rendes, valamint a mechanika rendkívüli tanárává.
A következő években írta nemzetközi elismerést szerző tankönyveit, valamint fizikai tárgyú értekezéseit. Compendiaria matheseos institutio (1764) című műve hat kiadást ért meg, a Monarchia országaiban az akadémiák és egyetemek tankönyve volt. Legrangosabb műve, a Calculi differentialis et integralis institutio (A differenciál- és integrálszámítás tana) 1768-ban jelent meg Bécsben, majd Boroszlóban, Svájcban és Itáliában is kiadták. De arithmeticis et geometricis aequationum resolutionibus libri duo (Az aritmetikai és geometriai egyenletek megoldásáról szóló két könyv, 1770) című művét Moritz Cantor négykötetes műve a kor legjobb algebrakönyvei között említi. A maga korában nagy hatású fizikai tárgyú munkája, a Dissertatio physica de natura et remediis fulminum (1773) a légköri elektromossággal és a villámvédelemmel foglalkozik, és Révai Miklós fordításában magyarul is megjelent ’A mennykőnek mivoltáról ’s eltávoztatásáról való böltselkedés… (1781) címen.
A jezsuita rend 1773. évi feloszlatása után Mária Terézia bélai apáttá, váci kanonokká és királyi tanácsossá nevezte ki. Szerepet vállalt a magyar közoktatásügy újjászervezésében: Ürményi Józseffel és Tersztyánszky Dániellel részt vett az első Ratio Educationis kidolgozásában, a latin szövegezés az ő munkája. 1777-ben a nagyszombati egyetem Budára költözésekor a bölcsészeti kar igazgatójává nevezték ki, e tisztségét haláláig betöltötte. Amikor II. József 1782-ben a bölcsészeti kar keretei között megalapította az Institutum Geometrico-Hydrotechnicum-ot, a tananyag tervezetét és óratervét Makó Pál dolgozta ki.

## Munkái
- Elegiarum Liber unicus. Viennae, 1752
- Compendiaria logicae institutio, quam in usum candidatorum philosophiae elucubratus est. Vindobonae, 1760 (ugyanaz 1765, 1767. és 4. jav. kiadás 1773. Uo.; editio tertia Veneta juxta Vindobonensem ab auctore emendata. Venetiis, 1796. és olaszul. Uo. 1792)
- Tentamen de Arte placendi, De pellenda tristitia (Praesidis ac directoris) Vinnae, 1761
- Compendiaria metaphysicae institutio, quam in usum auditorum philosophiae elucubratus est. Vindobonae, 1761 (2. jav. kiadás 1766. Online, 3. jav. k. 1769, 4. jav. k. 1773. Uo. Editio tertia Veneta. Venetiis, 1797. Ugyanaz budai utánnyomás 1797)
- Carminum libri 3. in usum scholarum. Tyrnaviae, 1761 (újra kiadva. Basel, 1783. és 1785)
- Compendiaria physicae instituto, quam in usum auditorum philosophiae elucubratus est. Vindobonae, 1762-63, két rész (2-ik javított kiadás nyolcz rajztáblával és kilencz táblázattal. Uo. 1766. Editio 1-ma Veneta. Venetiis, 1786. Pars I. Wratislaveiae, 1766)
- Freudenbezeugungen des k. k. Ther. Coll. bey der Krönung Joseph II. röm. Königs. Enthalten ein vor dem Hofe aufgeführtes Lustspiel: Der Vorwitzige von Ign. Wurtz ... eine lateinische Elegie von Makó. Wien, 1764
- Materia tentaminis publici ... quod anni hujus scholastici praelectionibus in collegio regio Theresiani subibit Antonius de Brunswik. Viennae, 1763 (az első 30 lapon: Theses ex physica, a két következő lapon: Theses ex chronologia, Makótól)
- Compendiaria matheseos institutio, quam in usum auditorum philosophiae elucubratus est. Uo. 1764, kilencz rajztáblával (2. jav. k. 1766. Online, 3. k. tíz rajztábl. 1771, 4. jav. k. 1776, 5. k. 1781. Uo. Vratislaviae, 1766. és Editio 3. Veneta. Venetiis, 1796)
- Carminum libri tres. Tyrnaviae, 1764 (végén: Nicomedes. Dramation. Ugyanaz: Colocae, év. n. és Basiliae 1783. M. életrajzával, 1785)
- Dissertatio de figura telluris. Olomucii, 1767. és Budae, 1781
- Elegia, de reddita valetudine Mariae Theresiae Augustae. Viennae, 1767
- Calculi differentialis et integralis institutio, quam in tironum usum elucubratus est. Vindobonae, 1768, kilencz táblarajzzal (többször utánnyomatott Sziléziában, Svájczban és Olaszországban)
- De arithmeticis, et geometricis aequationum resolutionibus libri duo, quos in tironum usum elucubratus est. Vindobonae, 1770. 15 tábla rajzzal Online
- Physikalische Abhandlung von den Eigenschaften des Blitzes und den Mitteln wider das Einschlagen. Wien, 1772 (2. kiadás 1775. Uo. Ezen értekezést hallgatója Retzer József fordításban adta ki M. füzeteiből, mielőtt a latin eredeti megjelent volna)
- Dissertatio physica de natura et remediis fulminum. Goritiae, 1773 (magyarra Révai Miklós fordította, Pozsony és Kassa, 1781. Ism. M. Hirmondó 1782. 45. sz.)
- Physikalische Abhandlung vom Nordlichte. Wien, 1773 (A Beiträge zu verschiedenen Wissenschaften. Wien, 1795-ben is megjelent)
- Sätze aus dem Gleichgewichte der Körper, aus der Maschinenlehre, und aus dem Wasserbau ... Uo. 1773
- Elementa matheseos purae in usum academiarum per regnum Hungariae et provincias adnexas. Budae, 1778
- Elementa geometriae purae. Uo. 1778 (kézirata a budapesti egyetem könyvtárban)
- Oratio quam anno 1777, cum regia seientiarum universitas Budae collocaretur, adornavit. Vindobonae, 1779 (németül ford. Bécs, 1779)
- Oratio in inauguratione universitatis Budensis augustae Theresiae privatim oblata et edita. Uo. 1780
- Elegiacon auctum et emendatum, occasione instaurationis regiae universitatis editum. Budae, 1780
- Dissertationes physicae quas elucubratus est. Uo. 1781, négy rajztáblával (De natura et remediis fulminum. De aurora boreali, kézirata a budapesti egyetemi könyvtárban, De atmosphaera lunae. De figura telluris)
- Descriptio provinciae Moxitarum in regno Peruano quam e scriptis posthumis Francisci Xav. Eder annis XV sacri apud eosdem curionis digessit, expolivit et adnotatiunculis illustravit ... Uo. 1791. Egy térképpel és 7 tábla rajzzal (a természettudományok u. m. természetrajz, földtan sat. bőven vannak ezen műben képviselve)
- Brevis institutionum linguae ungaricae adumbratio. Uo. 1792 (végén Egy magyar szótárnak készítésére intéző vélemények, ezt átvette a Magyar Hirmondó 1793. I. 539. l.)
- Makó Pál költői munkái; sajtó alá rend., bev., jegyz. Szádoczki Vera; MTA–PPKE Barokk Irodalom és Lelkiség Kutatócsoport, Bp., 2018 (Pázmány irodalmi műhely. Lelkiségtörténeti források)

Kéziratban a budapesti egyetemi könyvtárban: 22 latin elégiája.

## Emlékezete
Albertfalván 1992-ben utcát neveztek el róla (korábbi neve Csinos Bertalan utca volt).